# حنيف حسن علي
حنيف حسن علي القاسم، كاتب وسياسي إماراتي، يشغل منصب رئيس مركز جنيف لحقوق الإنسان والحوار العالمي منذ فبراير 2014. شغل سابقا منصب وزير الصحة (11 مايو 2009 إلى 13 سبتمبر 2011) ومنصب وزير التربية والتعليم (17 فبراير 2006 إلى 11 مايو 2009). أقيل من منصبه كوزير للصحة في 13 سبتمبر 2011.

## حياته
ولد حنيف في دبي، حصل على بكالوريوس في الدراسات الإسلامية عام 1983 من جامعة الإمارات والماجستير والدكتوراه في الشريعة الإسلامية من جامعة أم القرى في المملكة العربية السعودية عامي 1987 و 1991على التوالي. 

## مسيرته المهنية
عمل أستاذا مساعدا ثم رئيساً لقسم الدراسات الإسلامية، فوكيلاً لكلية العلوم الإنسانية والاجتماعية بجامعة الإمارات العربية المتحدة، كما كان رئيسا للجنة معادلة الشهادات بوزارة التعليم العالي والبحث العلمي، وعضو اللجنة العليا للـبعثات الدراسية. وكان أسـتاذا زائراً بكلية القانون بجامعة هارفارد عام 1996. عضو مشارك في برنامج التدريب التنفيذي بجامعة هارفارد، بوسطن -الولايات المتحدة الأمريكية (2003)، شغل منصب وزيراً للصحة منذ 11 مايو 2009 إلى 13 سبتمبر 2011 ووزير للتربية والتعليم منذ 17 فبراير 2006 إلى 11 مايو 2009، ومدير لجامعة زايد منذ عام 1998 حتى عين في منصب وزير التربية والتعليم 2006 وهو عضو ومدير عام مجلس أبوظبي للتعليم منذ سبتمبر 2005.
شارك في العديد من الندوات والمؤتمرات في مجال التعليم العالي، وهو محاضر في الفكر الإسلامي ومـحرر عمود أسبوعي في جريدة البيان اليومية في الفترة 1997-1999، كما كان عضوا في العديد من الوفود الرسمية للدولة منها الوفد المشارك في المؤتمر الثامن لوزراء التعليم العالي بالقاهرة عام 2001، ووفد الدولة إلى المؤتمر الإسلامي الأول للعلوم والثقافة والمصادر الإنسانية الذي عقد في جاكارتا عام 1996. كما شارك في اجتماع وزراء التربية والتعليم العالي بدول مجلس التعاون لدول الخليج العربية الذي عقد في البحرين عام 1995، وترأس وفد الدولة المشارك في الاجتماع التاسع للمجلس العمـومي للجنة التعاون العلمي والتقني لأعضاء منظمة المؤتمر الإسلامي في إسلام أباد عام 1999.

## جوائز
- جائزة مركز راشد لعلاج ورعاية الطفولة في دبي ضمن برنامج «السواعد الخضراء» تقديراً لجهوده في دعم مشروعات ونشاطات المركز (2009)

- تقدير من منظمة اليونسيف للطفولة تقديراً لاهتمامه بمبادرات الصحة العالمية لحماية الأمومة والطفولة (2009)
- درع تكريم من الشيخ نهيان مبارك آل نهيان، وزير التعليم العالي والبحث العلمي، رئيس جامعة زايد لجهوده في تأسيس جامعة زايد وحصولها على الاعتماد الأكاديمي الدولي (2008).
- وسام ميدالية الاستحقاق المدني «لقب فارس» الذي منحها له الملك خوان كارلوس ملك إسبانيا تقديراً لأعماله وجهوده في دعم العلاقات التعليمية والثقافية بين إسبانيا ودولة الإمارات العربية المتحدة (2005).
- تقدير من السفارة الأمريكية في دولة الإمارات لجهوده المتميزة في تعزيز العلاقات التعليمية والثقافية بين الدولتين (2003)
- درع تكريم من مكتب التربية العربي لدول الخليج لدور الرائد وجهوده المتميزة في إثراء مسيرة التعليم بدولة الإمارات (2010)
- درع تكريم من منظمة الصحة العالمية تقديراً لجهوده في مكافحة التبغ (2010)